# 神田 (千代田区)
神田（かんだ）は、東京都千代田区北東部の地区の地名である。旧東京市神田区。

## 町名

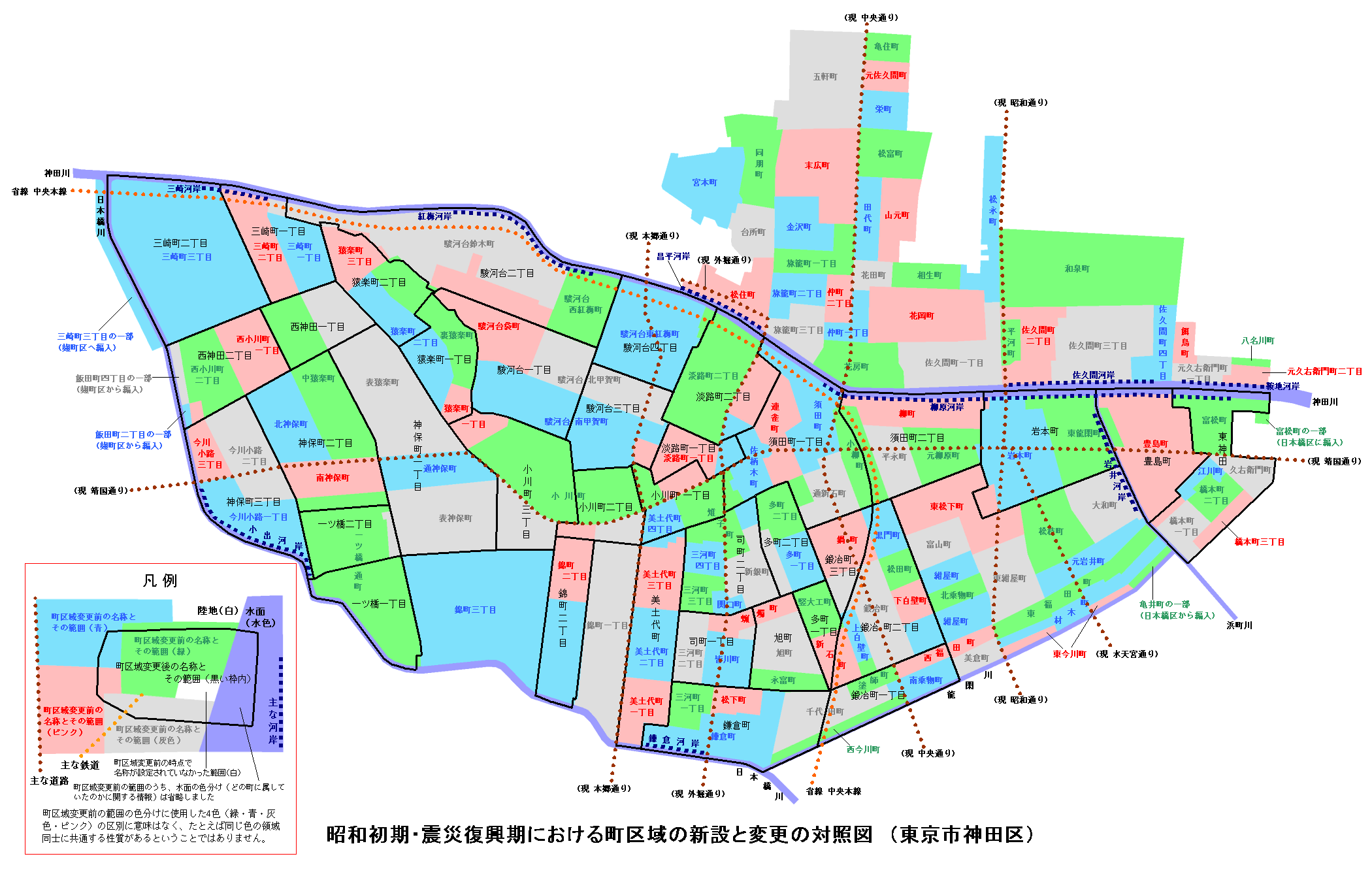
昭和初期の町名変更（東京市告示に基づく町区域の対照図）
関東大震災の復興計画により、神田区内のほぼ全域で区画整理が実施された。これに伴い1933年1月以降、大規模な町名地番整理も行われた。戦況の悪化などにより整理計画は中断されたまま、終戦・千代田区発足を迎える。

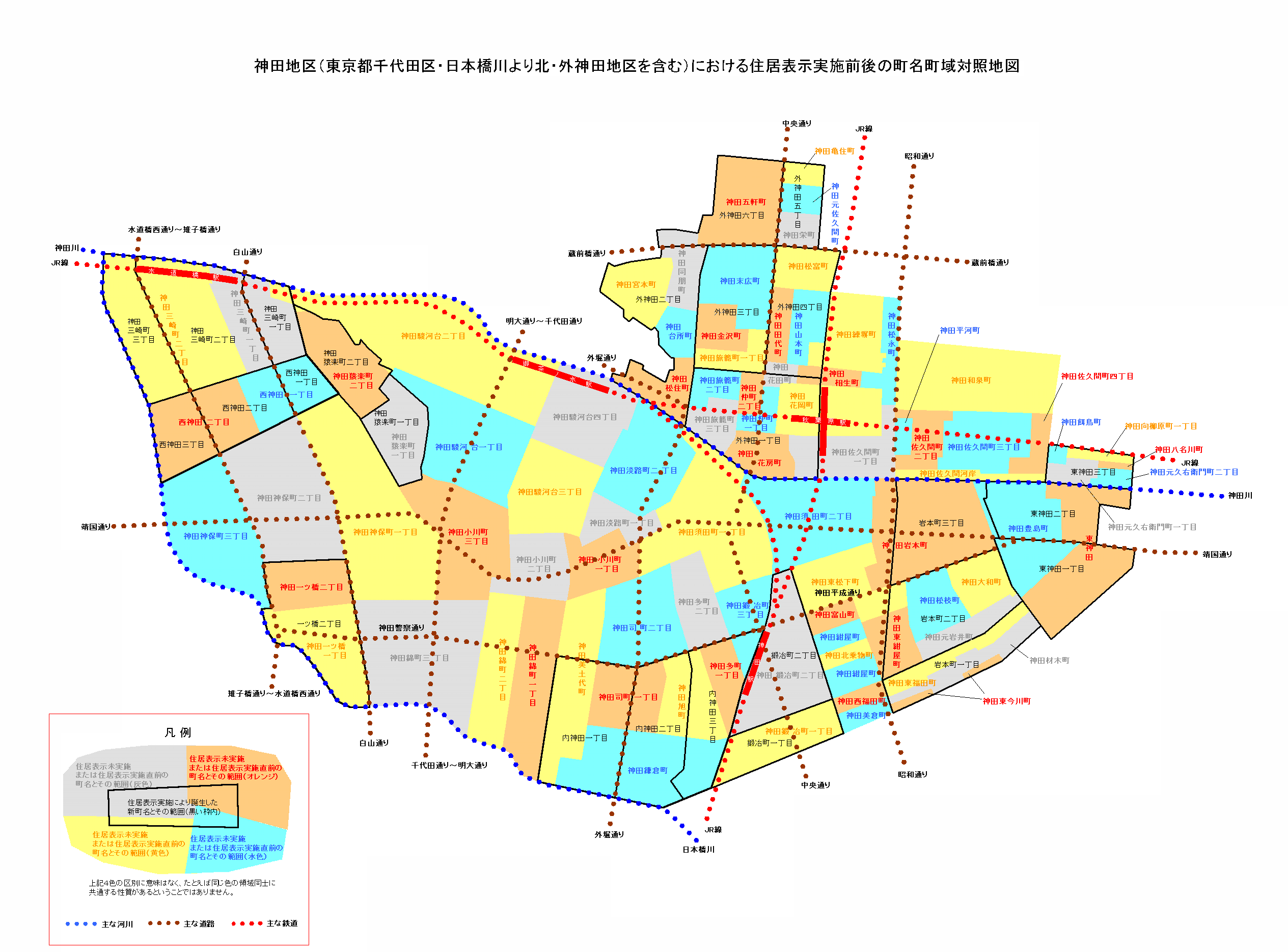
神田地区における住居表示実施前後の町名町域対照地図

現在、神田を冠称する町名が多く見られるのは、千代田区発足時の町名変更の名残である。
1947年に神田区が麹町区と合併し千代田区が発足する際、神田区内の町名にはすべて「神田」を冠称する町名変更がなされた（例、神保町を神田神保町に、岩本町を神田岩本町に変更。ただし、既に「神田」の名称が付いていた東神田と西神田は町名変更されなかった。一方、麹町区内の町名については変更はなかった）。神田区の名前が消滅することを惜しむ住民の声に行政が応えたとも、麹町区と神田区に同じ町名（平河町）が存在するための便宜上の措置だったとも言われる（ただし、過去には「神田」を冠称する町名と冠称しない町名が混在しており、「神田」を冠称するものについては1911年にすべて省く町名変更が行われた。したがって、神田を冠称する町名が千代田区発足時にはじめて誕生したわけではない）。
名称の経緯が似ている。 → 日本橋・赤坂・麻布・芝地区
「神田」を冠称する現町名
| - 神田相生町 - 神田淡路町 - 神田和泉町 - 神田岩本町 - 神田小川町 - 神田鍛冶町 | - 神田北乗物町 - 神田紺屋町 - 神田佐久間河岸 - 神田佐久間町 - 神田猿楽町 - 神田神保町 | - 神田須田町 - 神田駿河台 - 神田多町 - 神田司町 - 神田富山町 - 神田錦町 | - 神田西福田町 - 神田練塀町 - 神田花岡町 - 神田東紺屋町 - 神田東松下町 | - 神田平河町 - 神田松永町 - 神田美倉町 - 神田三崎町 - 神田美土代町 |

「神田」を冠称しない現町名
| - 内神田 - 外神田 | - 西神田 - 東神田 | - 岩本町 - 鍛冶町 | - 一ツ橋（二丁目） |

上記のうち、「神田」を冠称しない町域及び神田猿楽町、神田三崎町ではすべて住居表示が実施されているのに対し、「神田」を冠称する町域（神田猿楽町及び神田三崎町を除く）においては住居表示が実施されていない。住居表示を実施するたびに神田を冠称しない町名に変更がなされており（例、神田末広町・神田金沢町・神田旅籠町三丁目の各全域を外神田三丁目に変更）、かつての神田岩本町・神田鍛冶町の町域のうち、住居表示が実施された町域が岩本町・鍛冶町である。また、神田多町と神田司町に（二丁目が存在するにもかかわらず）一丁目が存在しないのは、住居表示実施に伴う町名変更により一丁目のみ消滅したためである（住居表示実施前後の町名町域対照地図を参照）。
2018年1月1日に、三崎町と猿楽町が「神田」を冠する町名に変更された。
町名の読み方は主に、起立や町名町域変更のたびに「東京市公報」によって告示された読み方が使われている。これによると、「神田○○町」のうち「かんだ○○まち」と読むのは「神田司町（かんだつかさまち）」「神田小川町（かんだおがわまち）」の2つで、その他は「かんだ○○ちょう」と読む。
この地区の地下鉄においては、「神田」を取り除いた町名が駅名に採用されている（岩本町駅・末広町駅・神保町駅・淡路町駅・小川町駅）。これは、千代田区発足前（「神田」を冠称しない町名時代）に敷設された路面電車（東京市電・のち都電）の停留所名とその位置を踏襲して地下鉄駅が建設されたことによる（例えば、神保町時代に神保町停留所が設置されたが、戦後、町名が神田神保町に変更されても停留所名は変わらなかった。その後の神田神保町時代、神保町停留所の位置に地下鉄神保町駅が建設されたが、町名が変更されても駅名はそのまま残った）。
外堀通り、靖国通りなどの両側にまたがる町域において、地番を、道の片側の街区に偶数番、反対側の街区に奇数番をあてるという日本では変則的な付番をしているところがある（参考: 神田神保町#奇数番地と偶数番地）。

## 歴史
地名の由来については、神田（歴史用語）、神田明神の項を参照のこと。
元は、現在の大手町の平将門首塚付近から神田山（駿河台）にかけての一帯を指したが、江戸城城下町整備後には常盤橋から浅草橋にかけての奥州往還沿いに成立した本町通りの北側地域を指すようになった。
江戸時代後期には、幕府が武芸修練所として現在の小川町に設置した講武所や、北辰一刀流剣術の玄武館などの剣術道場があった。伝馬町牢屋敷も置かれ、安政の大獄では多くの人物が処刑された。
- 千葉周作の道場（玄武館）
- 練武館

1878年（明治11年）、東京15区の一つとして神田区が成立。1889年、市制の施行により東京市が発足し、東京市神田区となる。
明治維新後、旧幕府直轄地や護持院ヶ原などの火除地が接収され、そこに東京大学・学習院・東京外国語学校などの官立学校が設置され、さらに明治10年代から東京法学社、専修学校、英吉利法律学校、明治法律学校、日本法律学校といった主に法科、経済科を中心とした私立学校が立ち始める。周辺には学生寮・寄宿舎・下宿が建ち、現在の靖国通り周辺の御茶ノ水・神田駿河台エリアには法律図書などの専門書店が建って学生街が形成された。やがて学校は1903年の専門学校令、1919年の大学令を経て大学となり（上記学校はそれぞれ法政、専修、中央、明治、日大の前身で「神田五大学」と呼ばれた）、文学系や自然系の他科も開設されさらに多くの学生を集めた。医科を開いた学校には病院も併設された。予備校も多く、東京大学や医学部といった難関大学向けのコースが多数設置されている。
1913年2月20日、神田一帯で三崎大火が発生し、2376戸が焼失する。この火災を契機に書店が出店するようになる。書店には文学や理工学の専門書以外に古書や一般書籍を扱う書店が加わって書店の商店街となった（現在では世界最大となる古本屋街である神田古書店街を形成するに至っている）。
1943年、東京府と東京市が合併し、東京都神田区となる。1947年に神田区と麹町区が合併し、千代田区が成立。旧神田区の町名には一律「神田」が冠称される（「神田」の冠称については、一部の町では江戸時代から行われていたが、1911年5月1日の町名変更で省かれていた）。

## 主な施設
- 山の上ホテル（神田駿河台）
- 万世橋（外神田・神田須田町）
- 学士会館（神田錦町）
- 古書店街（神田神保町）
  - 神田古書店街
- 神田スポーツ街（神田小川町、主に靖国通り沿い）
- お茶の水楽器店街（神田駿河台、主に御茶ノ水駅周辺）[3]
- 秋葉原電気街（外神田）

神田周辺は専門店街が多いのが特徴である。

### 寺社
- 神田明神（神田神社）
- 佐竹稲荷神社
- ニコライ堂

## 教育・医療

### 大学
- 明治大学
- 中央大学（1980年移転）
- 日本大学
- 東京電機大学（2012年移転）

- 専修大学
- 共立女子大学

### 専修学校
- 文化学院（2014年に両国へ移転し、2018年に閉校）
- 日本カウンセラー学院
- 神田外語学院
- 神田情報ビジネス専門学校

### 予備校
- 駿台予備学校お茶の水校（本校）
- Z会東大マスターコース

### 博物館
- 交通博物館（神田須田町。2006年（平成18年）5月14日閉館）

### 病院
- 日本大学病院
- 日大歯科病院
- 杏雲堂病院
- ガン検診センター

## 交通

### 鉄道

#### 東日本旅客鉄道（JR東日本）
- 神田駅
- 秋葉原駅
神田駅 - 秋葉原駅間の高架線路の上にさらに高架線路を通すJR東日本の計画（上野東京ライン）に対し、住民が建設差し止めの訴えを起こしていた。
- 御茶ノ水駅
- 水道橋駅

#### 東京地下鉄（東京メトロ）
- 銀座線（神田駅、末広町駅）
- 丸ノ内線（御茶ノ水駅、淡路町駅）
- 千代田線（新御茶ノ水駅）
- 半蔵門線（神保町駅）
- 日比谷線（秋葉原駅）

#### 東京都交通局（都営地下鉄）
- 岩本町駅
- 小川町駅
- 神保町駅

#### 首都圏新都市鉄道（つくばエクスプレス線）
- 秋葉原駅

### 道路
- 首都高速都心環状線
  - 神田橋出入口
  - 西神田出入口
- 首都高速1号上野線
  - 本町出入口

## 行事
- 神田祭（5月第二土曜日から日曜日、日本三大祭りのひとつ）
- 神田古本まつり（10月下旬）

## 神田出身の著名人
- 幸田露伴 - 作家
- 吉川良 - 作家
- 小栗虫太郎 - 推理作家
- 城昌幸 - 推理作家
- 鈴木しづ子 - 俳人
- 杉下茂 - 元プロ野球選手・監督
- 宝井其角 - 俳人
- 高濱年尾 - 俳人
- 山尾三省 - 詩人
- 林古溪 - 歌人
- 高橋義孝 - ドイツ文学者
- 星由里子 - 女優
- 浅香光代 - 役者
- 渡辺文雄 - 俳優
- 三宅裕司 - タレント、コメディアン、司会者、俳優、演出家
- 松旭斎天勝 - マジシャン
- 佐野元春 - 歌手
- 古今亭志ん生 (5代目) - 落語家
- 鈴木春信 - 浮世絵師
- 小林征治 - 画家
- 河野鷹思 - グラフィックデザイナー
- 山本晋也 - 映画監督
- 瀬川昌治 - 映画監督
- 保田隆芳 - 競馬騎手、調教師
- 半田稔 - 映像評論家
- 山本コウタロー - 歌手
- 鏑木清方 - 日本画家
- 麻実れい - 女優
- 石川明 (法学者) - 法学者、弁護士、慶應義塾大学名誉教授
- 杉田敏 - 企業家
- 岡崎友紀 - 女優、歌手（台東区浅草育ち）
- 木崎徹 - 放送作家、音楽プロデューサー

## 神田に縁のある架空の人物
- 銭形平次 - 神田明神下に居住する岡っ引き。
- 半七 - 神田三河町に居住する「半七捕物帳」（岡本綺堂）の主人公。岡っ引き。また半七の妹・お粂は神田明神下で常盤津を教えている。
- 松平右近 - テレビ時代劇『松平右近事件帳』『新・松平右近』の主人公。長崎帰りの町医者・薮太郎として、初作では浮世小路の某長屋に、次作では神田・稲荷小路のいろは長屋に住んでいたと言う設定だった。
- 擬宝珠纏 - 『こちら葛飾区亀有公園前派出所』に登場する、神田生まれの人物。
- ヒゲオヤジ - 手塚治虫の作品にしばしば登場するキャラクター。神田生まれで、本名は伴俊作（ばん しゅんさく）。
- なめくじ長屋 - 「なめくじ長屋捕物さわぎ」シリーズ（都筑道夫）の主人公・砂絵のセンセーたちが住んでいる「なめくじ長屋」は現在の東神田（旧橋本町）にあったとされている。
- ピョン吉 - 『ど根性ガエル』に登場する蛙。神田の生まれという設定（ひろしが転んでシャツにくっついたのは石神井公園）。

## 神田に関する言葉
- 江戸の早口言葉「神田鍛冶町の角の乾物屋の勝栗買ったが、固くて咬めない。返しに行ったら、勘兵衛の内儀（かみ）さんが帰ってきて、癇癪（かんしゃく）起こして、カリカリ咬んだら、カリカリ咬めた。」

## 神田に関する小話
- 「かがみみせ」- ある田舎男がこの地にあった「かがみみせ」を「かかみせや」と勘違いして妻に紹介し,怪しんだ妻が「かがみみせ」で鏡に映る自分を見て「夫がこんな不細工な女を買うはずがない」と誤解。それだけではなく近くにあった「ことしゃみせんしなんじょ」(琴三味線指南所)を「今年は見せん。まだ死なん。」と宛も商売をする気がないようにこれまた誤解し,江戸を変な場所だと思い込んだ話。